# Nikole Hannah-Jones
Nikole Sheri Hannah-Jones (født 9. april 1976) er en amerikansk efterforskningsjournalist kendt for sin dækning af borgerrettigheder i USA. I april 2015 blev hun ansat som skribent for The New York Times. I 2017 blev hun tildelt et MacArthur Fellowship, og i 2020 vandt hun en Pulitzerpris for sit arbejde med 1619-projektet. Hannah-Jones accepterede i 2021 en akademisk stilling i "Race og Journalisme" ved Howard University's School of Communications, hvor hun samtidig stiftede Center for Journalistik og Demokrati.

## Eksterne links
- Officiel hjemmeside
- X-bruger: @nhannahjones
- Nikole Hannah-Jones på Internet Movie Database (engelsk)